# 黃牛毛蘚
黃牛毛蘚（学名：Ditrichum pallidum）为牛毛蘚科牛毛藓属下的一个种。